# 七瀬はな
七瀬 はな（ななせ はな、本名非公開、3月22日 - ）は、パチンコライター兼タレント。現役の女流パチプロとしても活動を続けている。身長158cm、血液型はA型。

## 人物・来歴
- ペンネーム「七瀬はな」の「七」は初めてできたパチンコ仲間の苗字の一部、「はな」は完全攻略した「CRアレパチ連発おはな」から由来している。
- パチンコとの馴れ初めは、3歳の頃。景品のオモチャを目当てに父親に付いて行ったのがきっかけ。大学卒業後OLとなるが、勤務会社の倒産に合い、アルバイトを経てパチプロとなる。
- 2005年07月 情報サイト「勝とうぜ.com」のユーザー交流会に参加した事がトリガーとなり、ライターとしての活動を始める。
- 2005年10月 パチンコ★パチスロTV!（スカイパーフェクTV!）・『Ｐブレスト確変研究所』に初のTV出演。
- 2006年01月 パチンコ★パチスロTV!（スカイパーフェクTV!）・『夜パチ必勝指南』のパチンコ指南役としてレギュラーとなる。同年から他番組へのゲスト出演や特番への起用が目立ち始める。
- 2006年09月 名古屋で『パチンコ講義』を実施。実機を教材に釘調整を解説する。
- 2007年09月 東京から群馬県のホールへファンとの連れパチ・イベント（バスツアー）を主催。同イベントの模様は、同行取材した pachinkovista.com のサイトにレポートされている。
- 2007年10月 パチンコ★パチスロTV!（スカイパーフェクTV!）・『パチトラ』のレギュラーとして新番組に出演。

## 出演番組

### TV番組

#### パチンコ★パチスロTV!（スカイパーフェクTV!）
- 2005年10月 Pブレスト 確変研究所 #133
- 2006年01月～夜パチ必勝指南 #17、#18、#21、#22、#29、#30、#31、#32、#33、#34、#37、#38、#40、#41、#46、#47、#50、#51、#56、#57、#59、#62、#64、#67、#69、#73、#75、#79、#82、#87、#89、#91
- 2006年08月 ヤングの”ノリ打ちでポン！”#4
- 2006年08月 新台ステーション759 #6、#8
- 2006年10月 パチプロSTYLE #43
- 2006年10月 パチンコ実戦塾 #208、#209
- 2006年10月 熱海トーナメント2006 #1、#5
- 2006年12月 パチンコ国盗物語 #5
- 2007年01月 新春スペシャル2007 女だらけの連れパチ大会with和泉純(特別番組)
- 2007年01月 新春スペシャル 視聴者還元大連れスロ大会(特別番組)
- 2007年01月 平成パチンコパチスロ下克上！パチテレ王座決定戦！！(特別番組)
- 2007年05月 アダルト ～大人のパチ&スロ～ #8
- 2007年07月 The! KACHI-MORI #27、#28
- 2007年10月 パチトラ #1、#2、#5、#6、#7、#8、#11、#12、#13、#15、#16、#18、#19、#21、#22、#23、#24
- 2008年01月 新春特番 パチテレオールスター夢の共演(特別番組)
- 2008年10月 遊パチLike #1～#12
- 2009年03月～パチトラ２ #1、#2、#4、#5、#7、#10、#11、#13、#14･･･【継続出演中】
- 2009年05月 ヤングの"ノリ打ちでポン!" #69
- 2009年05月 レディースバトル〜二階堂が挑戦〜 #35、#36

#### MONDO21
- 2006年11月 パチプロ奥義伝承!実戦守山塾 #3、#4
- 2009年06月- パチンコ王座モンド21杯 #1、#2、#5、#6

#### KBS京都
- 2006年11月 玉パラワイド #5

#### 熊本放送
- 2007年07月～パチンコ研究所 ･･･【継続出演中】

### ラジオ番組
- 2006年02月18日 Enjoy スロライフ！
- 2006年06月08日 らぶパチレイディオ #4
- 2007年07月06日 らぶパチレイディオ #36
- 2007年12月17日 らぶパチレイディオ #67 love-pachi.com
- 2008年06月06日 らぶパチレイディオ #105

### その他

#### らぶパチ
- 2008年05月23日 ドル箱駅伝 #1
- 2008年06月14日 ドル箱駅伝 #2
- 2008年07月23日 ドル箱駅伝 #3
- 2008年08月26日 ドル箱駅伝 #4
- 2008年09月18日 ドル箱駅伝 #5
- 2008年10月23日 ドル箱駅伝 #6
- 2008年10月23日 ドル箱駅伝 #9
- 2009年02月28日 ドル箱駅伝 #10
- 2009年05月30日 ドル箱駅伝 #12
- 2009年06月20日 ドル箱駅伝 #13
- 2009年07月25日 ドル箱駅伝 #14
- 2009年08月25日 ドル箱駅伝 #16
- 2009年09月15日 ドル箱駅伝 #17
- 2009年10月22日 ドル箱駅伝 #18

#### 雑誌（ムック）
- 2008年10月 最新パチンコ爆裂リーチ探検隊!
- 2008年12月 最新パチンコ爆裂リーチ探検隊!２

## 執筆記事
- 勝とうぜ.COM 『プロ日記』、『裏日記』（PCサイト）
- パチンコ・パチスロホール情報誌 でちゃう！ 『女流パチプロ実戦日記 七瀬はなの魅せちゃう！ビューティーラッシュ』（紙面 連載終了）
- スポーツ報知 『美人プロ・七瀬はなが勝ち方教えてあ・げ・る』（紙面 2007年1月1日のみ）
- パチ＆スロ攻略ナビ Powered by P･GUIDE 『ラーターズコラム』（携帯サイト 連載終了）
- 熱中！！パチスロ 『はなまるパチンコ日記』（携帯サイト 連載終了）
- 日刊スポーツ関西版 『七瀬がはなします』（紙面）
- p-mart『リレーコラム』（PCサイト 連載終了）
- らぶパチ 『ぱちんこ交遊録』（紙面）※2009年4月Ｐ－ＥＮＴＥＲから誌名変更

## 所属団体
- 勝とうぜ.COM
- 練馬ジャンボリーズ（ 有限会社サードパーティー ）